# Jo Zeller Racing
Jo Zeller Racing is een autosportteam uit Oetwil am See, Zwitserland. Het team is aan het eind van de jaren '80 opgericht door Jo Zeller, twaalfvoudig kampioen in het Zwitserse Formule 3-kampioenschap.

## Geschiedenis
Zeller richtte zijn team op om deel te nemen aan de Zwitserse Formule 3, waarin hij twaalf keer kampioen werd, waarmee hij recordkampioen is in het kampioenschap. In 2003 begon het team ook deel te nemen aan internationale Formule 3-kampioenschappen, waarbij het debuteerde in het Duitse Formule 3-kampioenschap. In 2004 won Timo Lienemann races op het TT Circuit Assen en de Sachsenring op weg naar de tweede plaats in het kampioenschap. In 2005 won Peter Elkmann zes races en werd kampioen.
In 2006 stapte het team over naar de Formule 3 Euroseries. Elkmann won op Brands Hatch direct een race voor het team en stond op de Norisring opnieuw op het podium, maar hij maakte het seizoen niet af en werd voor de laatste twee raceweekenden vervangen door Natacha Gachnang. In 2007 reed Tim Sandtler voor het team in de Euroseries. Hij wist het succes van het voorgaande jaar niet te evenaren en eindigde als zestiende in het kampioenschap met drie puntenfinishes.
In 2008 reed Michael Klein de eerste vier raceweekenden voor Zeller in de Euroseries en in het zesde raceweekend werd hij vervangen door Tom Dillmann, die na dat weekend samen met het team uit het kampioenschap vertrok. Dillmann stond op de Nürburgring wel op het podium. Het team nam dat jaar ook deel aan de Formule Lista Junior met Andrina Gugger en Sandro Zeller, de zoon van Jo. Gugger won de laatste race van het seizoen op het Autodromo Nazionale Monza om als vierde in het kampioenschap te eindigen, terwijl Zeller op Dijon-Prenois de pole position behaalde. Aan het eind van het jaar keerde het team terug in de Duitse Formule 3, waarin de van het Swiss Racing Team overgekomen Frédéric Vervisch vijf races op een rij won op weg naar het kampioenschap. In het laatste raceweekend werd hij vervangen door Kevin Mirocha, die overkwam van Josef Kaufmann Racing.
In 2009 won Rahel Frey een race op de Nürburgring en was onderweg naar een hoge klassering in de Duitse Formule 3, maar halverwege het seizoen verliet zij het kampioenschap. Enkel de teruggekeerde Tim Sandtler won nog een race voor het team. In de Formule Lista Junior reed Sandro Zeller het volledige seizoen voor het team en won één race op Dijon, waardoor hij vijfde werd in de rangschikking.
In 2010 stapte Sandro Zeller over naar de Duitse Formule 3, waarbij hij voor het team van zijn vader bleef rijden. Met twee achtste plaatsen als beste resultaat wist hij geen grote indruk achter te laten. Nigel Melker kwam in het laatste raceweekend op de Hockenheimring uit als gastrijder en eindigde als zesde in de tweede race. Het team keerde ook terug in de Formule 3 Euroseries met Zeller als gastcoureur. In de Formule Lista Junior won Michael Lamotte vijf races voor het team en werd kampioen in deze klasse.
In 2011 reed Zeller naast René Binder in de Duitse Formule 3, maar hij werd na drie raceweekenden vervangen door de van Motopark overgekomen Markus Pommer. Hij behaalde vier podiumplaatsen voor het team om als zevende in het kampioenschap te eindigen, terwijl Binder met één podiumplaats achtste werd. In de Euroseries reed Zeller wederom drie raceweekenden als gastcoureur. In het Oostenrijkse Formule 3-kampioenschap werd hij kampioen met negen overwinningen uit twaalf races. In de Formule Lista Junior won Levin Amweg één race op de Hockenheimring en werd vierde in de eindstand.
In 2012 reed Zeller naast Andrea Roda in een volledig seizoen in de Euroseries en eindigden respectievelijk als twaalfde en dertiende in het kampioenschap. In het laatste seizoen van de Formule Lista Junior, inmiddels de Formule LO geheten, nam het team enkel deel aan de laatste drie raceweekenden van het seizoen met Max Schaumburg-Lippe, die een vijfde plaats als beste resultaat boekte.
In 2013 werd de Euroseries vervangen door het Europees Formule 3-kampioenschap, waarin Sandro Zeller opnieuw uitkwam voor het team van zijn vader. Hij kende echter een moeilijk seizoen waarin een twaalfde plaats op de Norisring zijn beste resultaat was. Tevens keerde het team terug in de Duitse Formule 3 tijdens het derde raceweekend op de Nürburgring met Thomas Amweg als coureur.
In 2014 breidde het team uit met een tweede auto voor Tatiana Calderón in de Europese Formule 3, nadat een deal met Signature niet doorging. Sandro Zeller reed tijdens de meeste races van het kampioenschap in de tweede auto van het team. Calderón kende een goed seizoen met een vijfde plaats op Spa-Francorchamps als beste resultaat om als vijftiende in de rangschikking te eindigen. Zeller had opnieuw een lastig jaar, waarin een elfde plaats op de Hockenheimring zijn beste resultaat was. In het laatste seizoen van de Duitse Formule 3 nam het team deel aan twee raceweekenden met Thomas Amweg als gastrijder.
In 2015 reed Zeller niet met een eigen team in de Europese Formule 3, maar runde het wel een auto in samenwerking met Mücke Motorsport. Het grootste deel van het seizoen werd deze auto bezet door Kang Ling, die na het achtste raceweekend het kampioenschap verliet. Félix Serrallés nam zijn plaats in tijdens het raceweekend op de Nürburgring, nadat hij eerder dat jaar ook voor het team reed in de Masters of Formula 3.